# Carlos Smok
Carlos Smok Ubeda (Santiago, 1 de octubre de 1952) es un médico y político chileno, militó en el  Partido por la Democracia (PPD). Se desempeñó como diputado de la República en representación del distrito n° 60 de la Región de Magallanes, desde 1990 hasta  1994.

## Biografía

### Familia y estudios
Nació en Santiago, el 1 de octubre de 1952, hijo de Miguel Smok Deglaue y de Emperatriz Ubeda Cordova.
Se casó con Marlene Cárcamo Hernández, Tiene tres hijos.
Sus estudios primarios los realizó en la Escuela Arturo Alessandri Palma, mientras que los secundarios en la Academia de Humanidades y Liceo N° 12 de Santiago. En 1969 ingresó a la Universidad de Chile, donde se tituló de médico cirujano con distinción máxima.
Posteriormente, efectuó estudios de posgrado en el Northwestern Kidney Center, Seattle, Washington D. C., Estados Unidos y luego, en la Universidad de Tokio, Japón. Es especialista en medicina interna y nefrología.
Por otra parte, cursó un diplomado en gerencia pública por IEDE/Universidad de Lérida. Asimismo, cursó postítulos en administración hospitalaria en la Universidad de Chile y en administración de recursos humanos en la Universidad de California, Berkeley, Estados Unidos.

### Actividades laborales
Ha ejercido la medicina clínica en Santiago, Hospital José Joaquín Aguirre; en Punta Arenas, donde fue jefe del Consultorio externo y director del Centro de Diálisis del Hospital Regional y en Viña del Mar, en la Unidad de Emergencia del Hospital Gustavo Fricke.
Al terminar su función parlamentaria, volvió al ejercicio profesional en el Hospital Gustavo Fricke, en su consulta privada de Centromed, en Viña del Mar y como gerente general de Aerorescate S.A., primera empresa latinoamericana dedicada exclusivamente al rescate aeromédico con helicópteros.
También fue director ejecutivo de NETIZEN I.C.G., consultora dedicada a proyectos innovativos en el sector público, especialmente en el área de la salud. Además presidente del directorio de San Pablo S.A., agrupación de profesionales, con sede en Santiago, dedicada al tratamiento de la enfermedad renal terminal.
Es miembro de la Sociedad Chilena de Medicina Interna; de la Sociedad Chilena de Nefrología, y de la Air Medical Physician Association.. Entre el año 2000 y 2003 fue gerente del área de salud de la Corporación Municipal de Educación y Salud  de Viña del Mar.
En 2015 asumió como jefe del servicio de medicina del Hospital Dr. Gustavo Fricke de Viña del Mar. En el año 2022 abandonó la práctica médica, radicándose en la isla de Chiloé para iniciarse como escritor.

## Trayectoria política

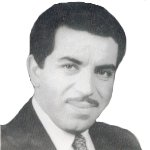
Carlos Smok Ubeda como diputado en 1990.

Entre 1981 y 1989 fue presidente del Consejo Regional de Magallanes del Colegio Médico; también fue consejero general del Colegio Médico de Chile, A.G. Paralelamente, asumió como presidente de la Federación de Colegios Profesionales y de la Asamblea de la Civilidad de Magallanes durante la dictadura militar del general Augusto Pinochet.
Fue presidente regional y fundador del Partido Por la Democracia (PPD) en 1987. Fue coordinador regional de la campaña del No para el plebiscito nacional de 1988. Militó en el Partido Socialista (PS) entre 1988 y 1996.
En las elecciones parlamentarias de 1989, fue electo diputado por el distrito n°60 de la Región de Magallanes y Antártica Chilena, por el período 1990-1994. Obtuvo 23.857 correspondientes al 30,18% del total de los votos emitidos válidamente. Integró las Comisiones Permanentes de Educación, Cultura, Ciencias y Tecnología; Deportes y Recreación; y la de Salud, que presidió entre 1992 y 1994.. Fue jefe de comité parlamentario PPD/PS entre 1991 y 1994.
Asimismo, integró las comisión especial para ocuparse del desarrollo de la Región de Valparaíso; las comisiones especiales investigadoras sobre Comercialización de Medicamentos; sobre el deterioro de la capa de ozono; y la encargada de analizar la situación de la Región de Aisén y de la provincia de Palena.
Fue designado representante ante el Parlamento Latinoamericano y el Caribe (Parlatino), en la Comisión de Salud y Salubridad. Además, integró la delegación oficial de la Cámara de Diputados de Chile ante la Conferencia Parlamentaria del Cono Sur de América. No se repostuló para un nuevo período parlamentario (1994-1998).
Desde 1994 trabajó, por encargo del Banco Mundial (BM) y bajo las órdenes de la Comisión Bicameral de Modernización, como director general del Proyecto de Modernización del Congreso Nacional de Chile (Crédito TAL-II) hasta su finalización en 1997. Además ha sido consultor de diversas organizaciones internacionales, entre ellas la Organización Panamericana de la Salud (OPS), la Organización de los Estados Americanos (OEA), la Agencia de Información de los Estados Unidos, en temas de modernización parlamentaria.

## Historial electoral

### Elecciones parlamentarias de 1989
- Elecciones parlamentarias de 1989, candidato a diputado por el distrito 60 (Magallanes)[2]